# Saint-Pierre-la-Garenne

Saint-Pierre-la-Garenne este o comună în departamentul Eure, Franța. În 1 ianuarie 2022 avea o populație de 923 de locuitori.